# Niviventer gladiusmaculus
Niviventer glaudiusmaculus  (Deyan, Liang, Lin, Yuanbao, Zhixin, Jilong, Abramov & Qisen, 2018) è un roditore della famiglia dei Muridi, endemico della Cina.

## Descrizione

### Dimensioni
Roditore di medie dimensioni, con lunghezza della testa e del corpo tra 102 e 145 mm, la lunghezza della coda tra 123 e 180 mm, la lunghezza del piede tra 22 e 28 mm, la lunghezza delle orecchie tra 18 e 25 mm e un peso fino a 82 g.

### Aspetto
Le parti dorsali sono nero-brunastre cosparse di alcuni peli spinosi bianchi, mentre le parti ventrali sono bianco pure e soffici. La maggior parte degli individui presenta una lunga striscia nerastra a forma di spada sul collo con l'apice che si estende fino alla metà dell'addome. Le vibrisse sono bianche, le orecchie sono corte e nerastre cosparse di piccoli peli biancastri nella superficie interna. La pianta dei piedi è bianca, il pollice è ridotto ad un cuscinetto, mentre l'alluce è ben sviluppato. Gli artigli sono sottili ed affilati. La coda è sottile e liscia, marrone chiaro sopra, bianca sotto e ricoperta da anelli di scaglie.

## Distribuzione e habitat
Questa specie è diffusa presso Linzhi, nella provincia cinese dello Xizang.
Vive nelle foreste di conifere e di latifoglie.

## Conservazione
Questa specie, essendo stata scoperta solo recentemente, non è stata sottoposta ancora a nessun criterio di conservazione.